# ズート・シムズ
ズート・シムズ（Zoot Sims、1925年10月29日 – 1985年3月23日 ニューヨーク・シティ）は、アメリカ合衆国のジャズ・サクソフォーン奏者。主にテナー・サクソフォーンとソプラノ・サクソフォーンを吹いた。本名はジョン・ヘイリー・シムズ（John Haley Sims）といい、ズートは渾名である。この渾名は、カリフォルニアでケニー・ベイカー楽団に在籍中に付けられたものである。シムズにちなんで、あるテレビ番組のキャラクターにも「ズート」の名が取り入れられた。

## 略歴

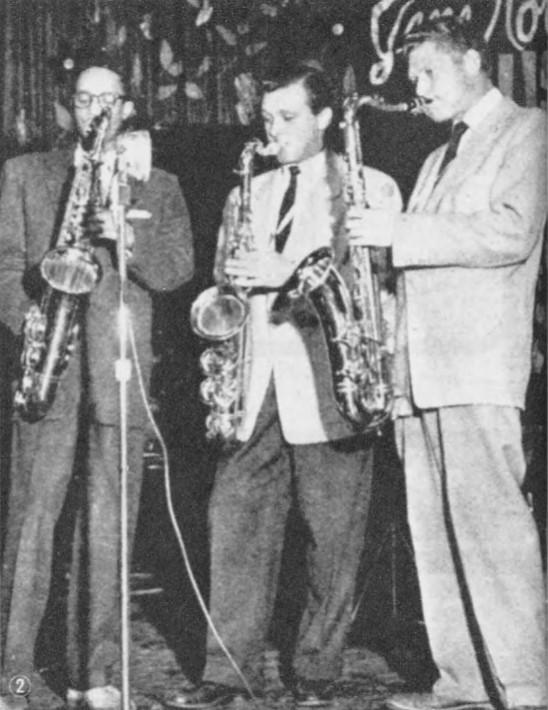
左からワーデル・グレイ、スタン・ゲッツ、ズート・シムズ（1950年代初め）

カリフォルニア州イングルウッドに生まれる。ヴォードヴィル芸人の家庭に生まれ、タップダンサーだった父親から、さまざまなステップを仕込まれる。後に当時を回想して父親の指導を自慢した。また、少年時代にドラムスとクラリネットの演奏を習い覚えた。
レスター・ヤングの足跡を追ってサクソフォン奏者となり、生涯を通じてベニー・グッドマンやアーティ・ショウ、スタン・ケントン、バディ・リッチらの著名なビッグ・バンドと共演し、テナー・サクソフォーン演奏の改革を繰り広げた。また、第2期ウディ・ハーマン楽団の「フォー・ブラザーズ」の一人に数えられ、ジャズ・ミュージシャンの間ではスウィング様式による最強のサクソフォーン奏者として知られた。シムズはしばしば自身のコンボを結成し、また時にはジェリー・マリガン・セクステットや後にはマリガン・コンサート・ジャズ・バンドと演奏旅行を行なった。
1950年代と1960年代には、アル・コーンと共同で長期にわたってクィンテットのリーダーを務め、「アルとズート」名義で録音を行なった。このクィンテットはニューヨークのクラブ「ザ・ハーフ・ノート」が贔屓にした。ズートはいつでもテナー・サックスの高い音域を好んでおり、それでアルト・サックスや、後年（ノーマン・グランツのパブロ・レーベルに一連のアルバムを録音していた時期）になると、ソプラノ・サックスを好んで吹くようになる。また、ジャック・ケルアックのいくつかの録音にも参加した。
また、1962年、世界で初めて、ジャズとボサノヴァを結合したアルバム『New Beat Bossa Nova』を録音した。